# Liutgard van Saksen (931-953)

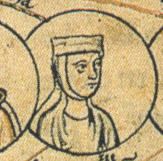
Liutgarde van Saksen, Chronica Sancti Pantaleonis, Keulen, rond 1237

Liutgard van Saksen (Maagdenburg, 931- 18 november 953) was de dochter van Otto I de Grote en zijn eerste vrouw Eadgyth. In 947 trouwde ze met Koenraad de Rode, de hertog van Lotharingen. Een zoon uit dit huwelijk was Otto I van Karinthië. Liutgard ligt begraven in het Sint-Albanusklooster in Mainz. 
De keizerstroon van Otto I werd niet doorgeven aan Liutgardes broer, Liudolf van Zwaben, maar ging in plaats daarvan naar de oudste zoon uit het tweede huwelijk van Otto I met Adelheid van Italië, Otto II en daarna naar diens zoon Otto III. Otto III werd opgevolgd door Hendrik II, een kleinzoon van een van Otto I's broers. 
Na de dood van Hendrik II werd een achterkleinzoon van Liutgard, Koenraad II keizer van het Heilige Roomse Rijk. Deze Koenraad II was de stichter van de Salische dynastie, die honderd jaar aan de macht zou blijven.

## Voorouders
| Voorouders van Liutgard van Saksen (931-953) | Voorouders van Liutgard van Saksen (931-953)                      | Voorouders van Liutgard van Saksen (931-953)                      | Voorouders van Liutgard van Saksen (931-953)                      | Voorouders van Liutgard van Saksen (931-953)                      | Voorouders van Liutgard van Saksen (931-953)                   | Voorouders van Liutgard van Saksen (931-953)                   | Voorouders van Liutgard van Saksen (931-953)                   | Voorouders van Liutgard van Saksen (931-953)                   |
| -------------------------------------------- | ----------------------------------------------------------------- | ----------------------------------------------------------------- | ----------------------------------------------------------------- | ----------------------------------------------------------------- | -------------------------------------------------------------- | -------------------------------------------------------------- | -------------------------------------------------------------- | -------------------------------------------------------------- |
| Overgrootouders                              | Otto I van Saksen (850–912) ∞ Hedwig van Babenberg (856-903)      | Otto I van Saksen (850–912) ∞ Hedwig van Babenberg (856-903)      | Diederik (-) ∞ Reginhilde (870-)                                  | Diederik (-) ∞ Reginhilde (870-)                                  | Alfred de Grote (848-899) ∞ 868 Ealhswith (852–905)            | Alfred de Grote (848-899) ∞ 868 Ealhswith (852–905)            | Aethelhelm van Bernicia (859-897) ∞ ? (-)                      | Aethelhelm van Bernicia (859-897) ∞ ? (-)                      |
| Grootouders                                  | Hendrik de Vogelaar (876-936) ∞ Mathilde van Ringelheim (895-968) | Hendrik de Vogelaar (876-936) ∞ Mathilde van Ringelheim (895-968) | Hendrik de Vogelaar (876-936) ∞ Mathilde van Ringelheim (895-968) | Hendrik de Vogelaar (876-936) ∞ Mathilde van Ringelheim (895-968) | Eduard de Oudere (874-924) ∞ Ælfflæd (878-920)                 | Eduard de Oudere (874-924) ∞ Ælfflæd (878-920)                 | Eduard de Oudere (874-924) ∞ Ælfflæd (878-920)                 | Eduard de Oudere (874-924) ∞ Ælfflæd (878-920)                 |
| Ouders                                       | Keizer Otto I de Grote (912-973) ∞ Editha van Wessex (910-946)    | Keizer Otto I de Grote (912-973) ∞ Editha van Wessex (910-946)    | Keizer Otto I de Grote (912-973) ∞ Editha van Wessex (910-946)    | Keizer Otto I de Grote (912-973) ∞ Editha van Wessex (910-946)    | Keizer Otto I de Grote (912-973) ∞ Editha van Wessex (910-946) | Keizer Otto I de Grote (912-973) ∞ Editha van Wessex (910-946) | Keizer Otto I de Grote (912-973) ∞ Editha van Wessex (910-946) | Keizer Otto I de Grote (912-973) ∞ Editha van Wessex (910-946) |